# Ligne de l'aéroport du Kansai
La ligne de l'aéroport du Kansai (関西空港線, Kansai-Kūkō-sen) est une ligne ferroviaire japonaise exploitée par la West Japan Railway Company (JR West). Cette ligne relie l'aéroport du Kansai à la gare de Hineno dans la préfecture d'Osaka et permet de l'intégrer au service continu du réseau métropolitain Kyoto, Osaka et Kobe. La JR West et la New Kansai International Airport Co., Ltd en sont les propriétaires.
La ligne de l'aéroport du Kansai constitue la ligne S du réseau urbain de la JR West dans l'agglomération d'Osaka-Kobe-Kyoto.

## Histoire
La ligne entre en service le 15 juin 1994.

## Caractéristiques

### Ligne
- Longueur : 11,1 km
- Écartement : 1 067 mm
- Alimentation : 1 500 V courant continu par caténaire

Entre Rinkū Town et l'aéroport du Kansai, les voies passent par le Sky Gate Bridge R et sont partagées avec celles de la ligne de l'aéroport de la compagnie Nankai.

### Liste des gares
La ligne comporte 3 gares, avec une distance moyenne de 5,55 km entre chaque gare. La ligne représentée par le symbole S
- Les limited express ne s'arrêtent pas à la gare de Rinkū Town, mais certains d'entre eux s’arrêtent à la gare de Hineno
- Les autres trains (local, Rapid Service direct et Kansai Airport) s'arrêtent à toutes les gares
- Toutes les gares sont situées dans la préfecture d'Osaka

| Gare                              | Distance entre chaque gare | Distance depuis l'aéroport | Correspondance                 | Localisation |
| --------------------------------- | -------------------------- | -------------------------- | ------------------------------ | ------------ |
| Aéroport du Kansai 『関西空港駅』 | -                          | 0.0                        |                                | Tajiri       |
| Rinkū Town 『りんくうタウン駅』   | 4.2                        | 4.2                        | Ligne Nankai Aéroport (Nankai) | Izumisano    |
| Hineno 『日根野駅』               | 6.9                        | 11.1                       | Ligne Hanwa (JR West)          | Izumisano    |

## Exploitation
- Trains série 271 et série 281 pour le limited express Haruka.
- Trains série 283 et série 225 pour le local et le Rapid Service

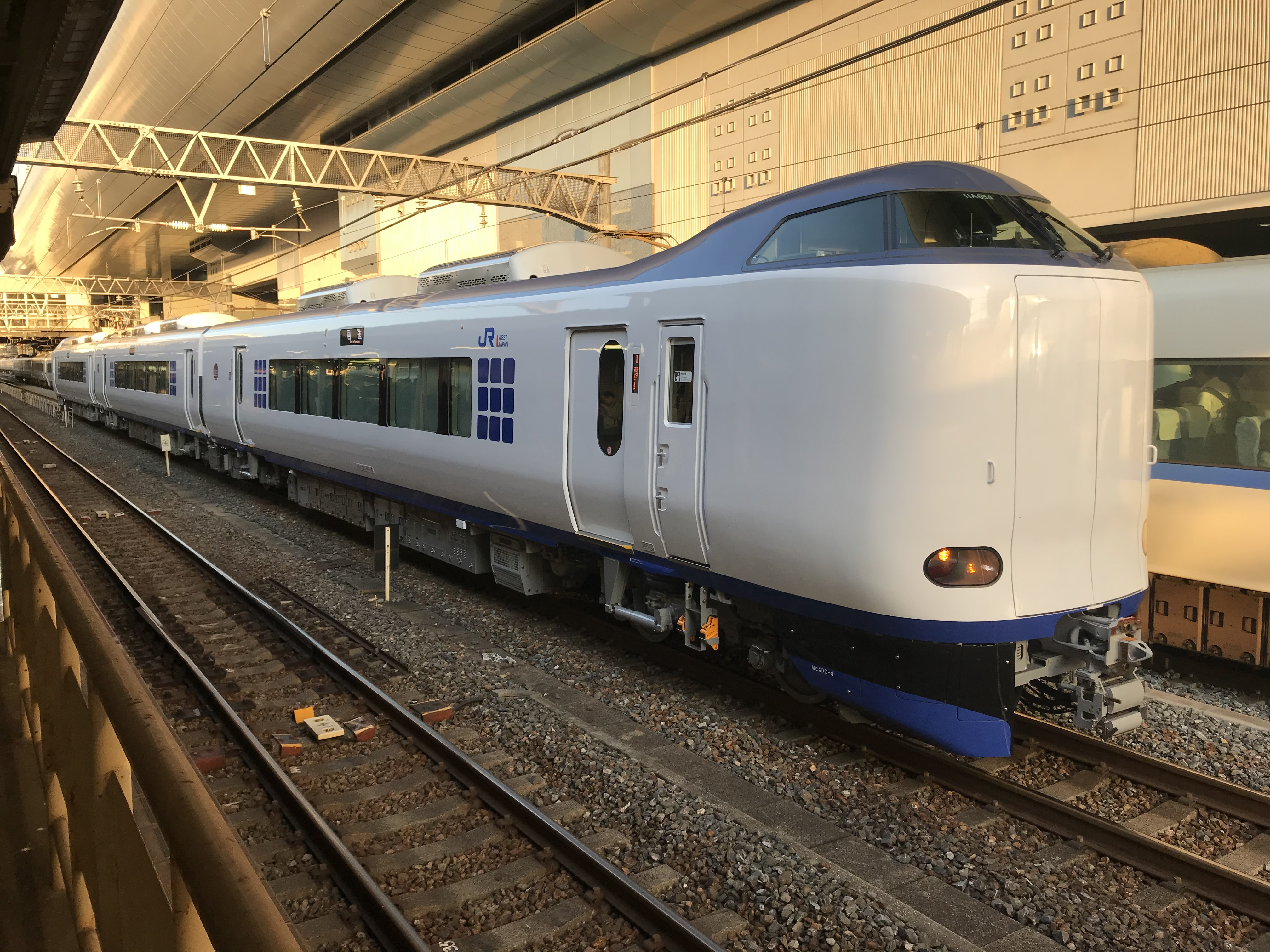
Série 271 Haruka
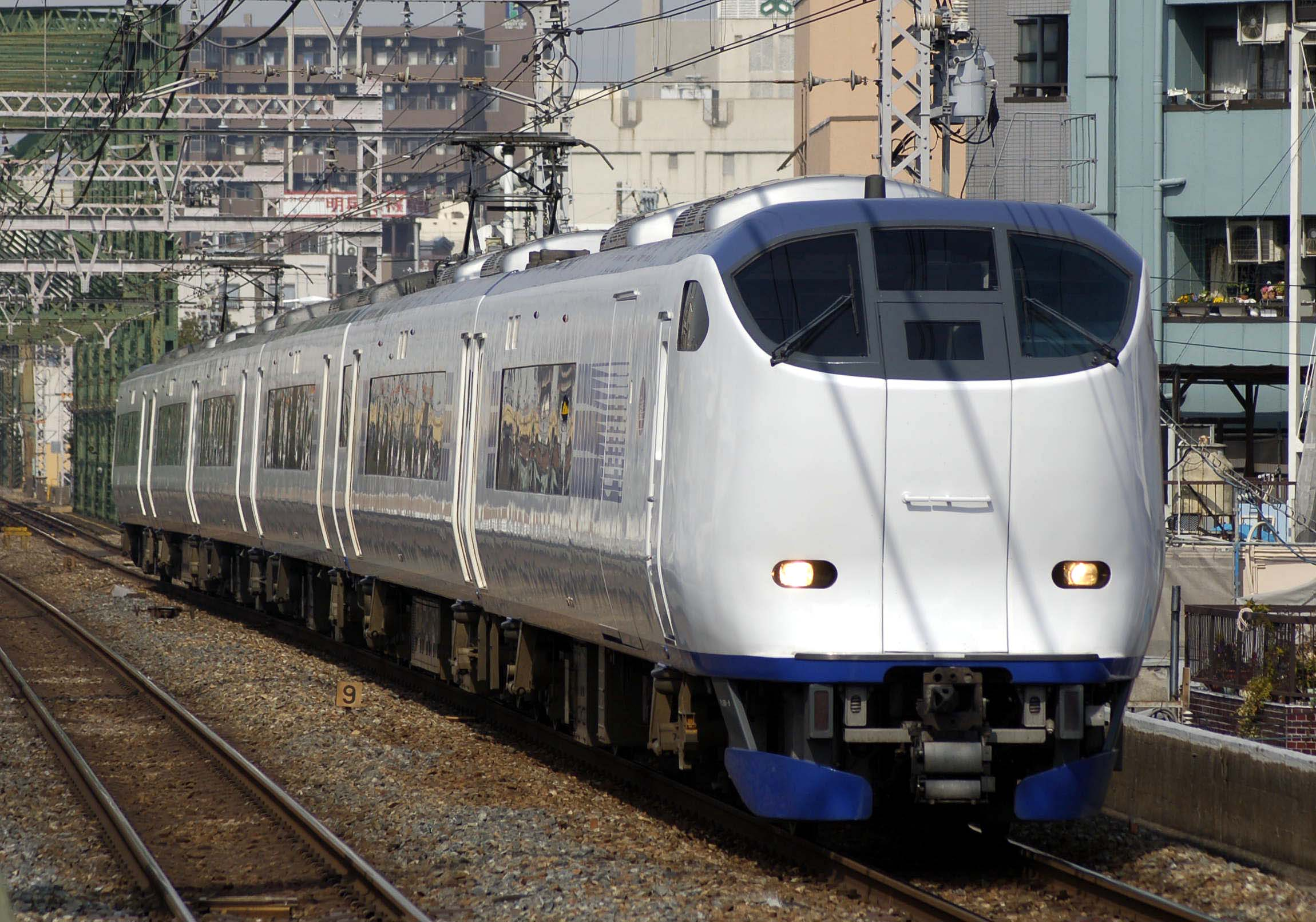
Série 281 Haruka
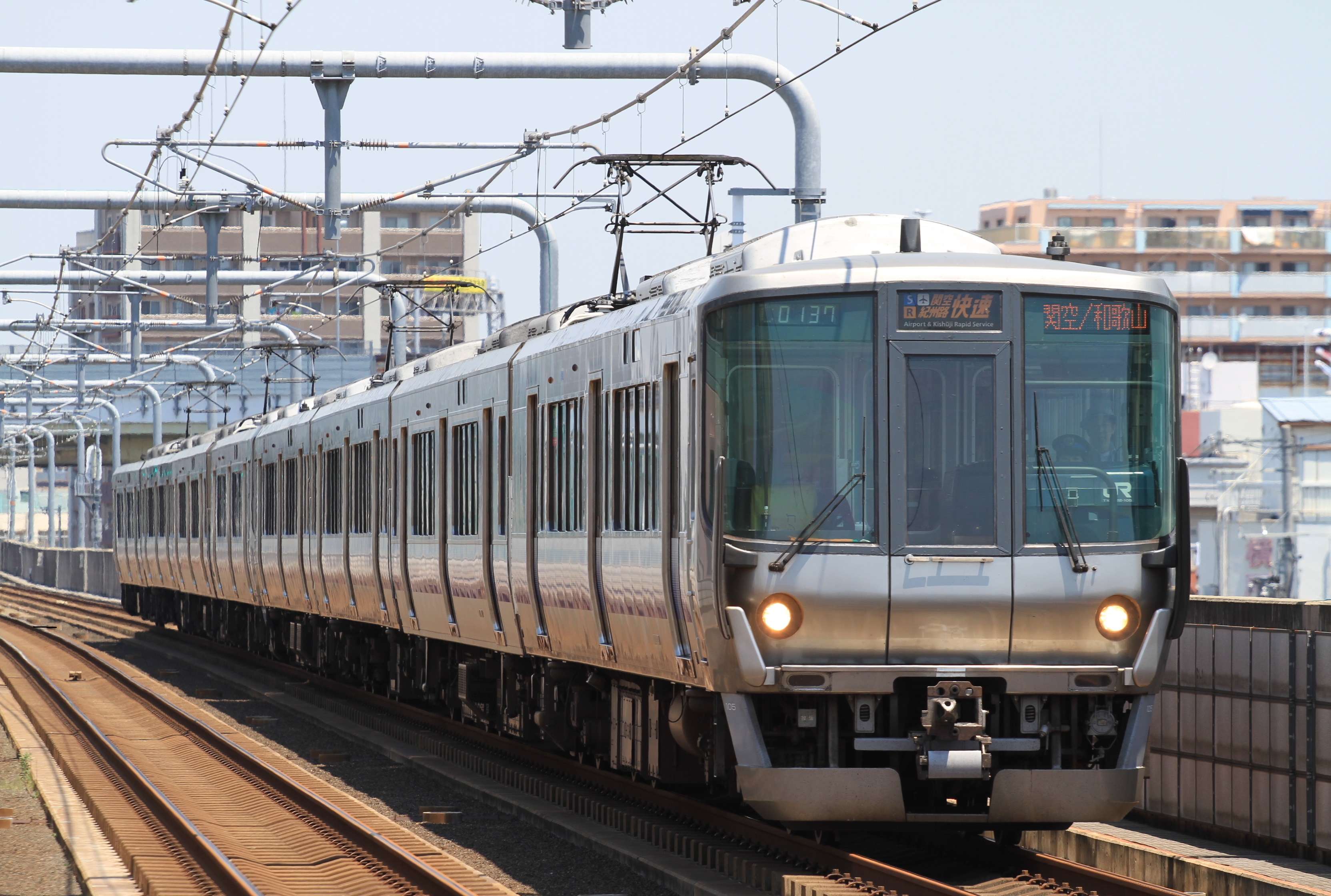
Série 223
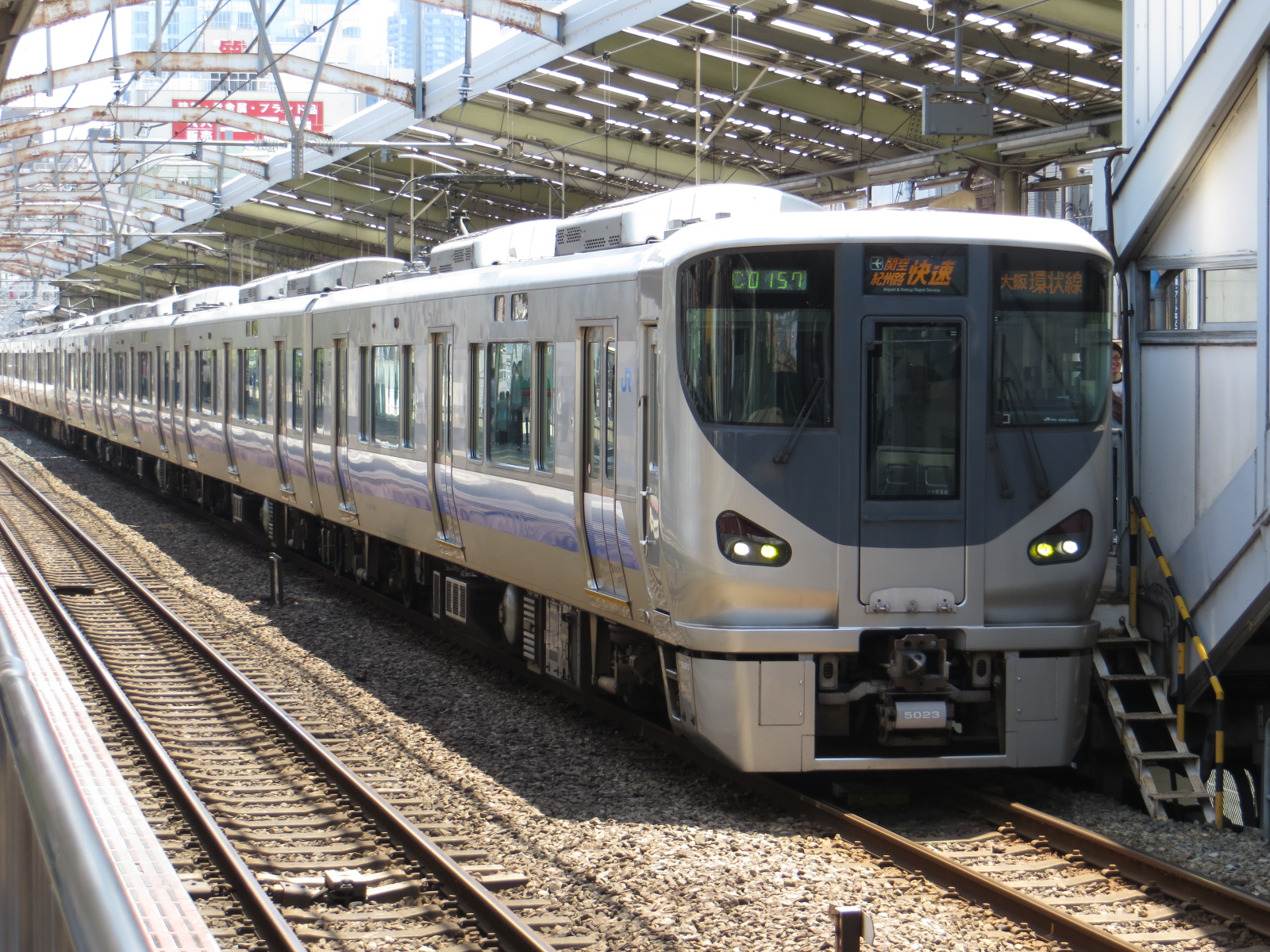
Série 225